# Keystone (Florida)
Keystone è un census-designated place (CDP) degli Stati Uniti d'America, situato nello Stato della Florida ed in particolare nella contea di Hillsborough.